# Apogon rufus
 Apogon rufus és una espècie de peix de la família dels apogònids i de l'ordre dels perciformes.

## Morfologia
Els mascles poden assolir els 8 cm de longitud total.

## Distribució geogràfica
Es troba des de les Illes Ryukyu fins a Fidji.